# Chapelle Sainte-Marie-Madeleine de Chambrazès
La chapelle Sainte-Marie-Madeleine de Chambrazès est une ancienne chapelle de culte catholique aujourd'hui à l'état de ruine, dédiée à sainte Marie Madeleine, située dans la commune française de Nadaillac, dans le département de la Dordogne, en région Nouvelle-Aquitaine.

## Situation
Les ruines de la chapelle Sainte-Marie Madeleine de Chambrazès se situent sur la commune de Nadaillac, au lieu-dit la Chambroisie et plus précisément entre les villages de la Raymondie et de la Forêt, sur une petite colline appelée le Pech de l'Église.

## Historique
La date de construction de cette chapelle est inconnue. En 1099, elle est mentionnée dans un document faisant état d'un don de l'évêque Renaud de Thiviers de la chapelle alors située dans la paroisse Saint-Denis de Nadaillac à l'abbaye d'Uzerche. On retrouve ce don dans le cartulaire d'Uzeche en 1099 sous le nom « Capella de Chambrazes ».
D’après la tradition orale locale, cette chapelle aurait été détruite par les Anglais dont le nom est rappelé en ce lieu par un puits encore appelé le « puits des Anglais ».

## Description
Il ne reste aujourd'hui que des ruines de la chapelle dont subsiste un mur épais orienté nord-est, comportant deux ouvertures construites faisant penser à deux fenêtres.
Autour de l'église se trouve un terrain nommé « cimetière » dans lequel on découvre de nombreux ossements humains.